# Dzieci z Bullerbyn: Nowe przygody
Dzieci z Bullerbyn: Nowe przygody (szw. Mer om oss barn i Bullerbyn) – szwedzki film familijny, będący kontynuacją filmu Dzieci z Bullerbyn z 1986 roku. Adaptacja powieści Astrid Lindgren.

## Treść
Po okresie wakacji dzieci z Bullerbyn znów powracają do szkoły. Lisa, narratorka filmu opowiada o tym, jak przyprowadziła do szkoły Pontusa, kiedy podczas lekcji w szkole rozpętała się wielka śnieżyca i wszyscy musieli szukać schronienia u niezbyt miłego szewca. Opisuje też tradycyjne szwedzkie zwyczaje bożonarodzeniowe.

## Obsada
- Tove Edfeldt - Kerstin
- Linda Bergström - Lisa
- Crispin Dickson -  Lasse
- Henrik Larsson - Bosse
- Ellen Demérus - Britta
- Anna Sahlin - Anna
- Harald Lönnbro - Olle